# Istók Margit
Istók Margit (Földeák, 1901. március 26. – Makó, 1995. június 18.) magyar zongorapedagógus.

## Életpályája
1911-ben a Budapesti Állami Erzsébet Nőiskola Nevelő Intézetébe került, ahol 1917-ig Erkel Ilona – Erkel Ferenc unokája – oktatta zongorára. Itt három nyelvet tanultak, színdarabokban léptek fel, koncerteket is adtak. 1916–1917 között már hegedűművész bátyját, Istók Barnabást kísérte zongorán. A Zeneakadémiára felvételi nélkül jutott be. 1929-ben diplomázott a budapesti Liszt Ferenc Zeneművészeti Főiskola hallgatójaként; itt Szenn Irénhez (1883–1957), Dohnányi Ernő – zongorista eszményképe – asszisztenséhez került. Párizsba készült, amikor kiderült betegsége: a zongoristák réme, az ínhüvelygyulladás támadta meg. Több alkalommal megműtötték, mégis visszzatért betegsége, utolsó éves korában több súlyos műtéten is átesett. Tanulmányai után visszatért Makóra. Makón magán zongoratanárként tanította a tehetségeket. 1935–1949 között a szegedi Zeneművészeti Főiskolán vizsgáztatott. 1930-1950 között az Isteni Gondviselés gyógyszertár tulajdonosa volt testvérével. 1945 után perbe fogták őt és húgát, Irént. Irén a gyógyszertárban el nem helyezhető gyógyszereket a lakásukon raktározta. Elítélték, két és fél évre szabadságvesztés büntetésre. A büntetés alatt mezőgazdaságban dolgozott; csoportvezetőként alkalmazták. A büntetést 1953. január 9-én töltötte le. Szabadulása után ismét tanított; Szegedre hívták a konzervatóriumba. 1968-ban a – Boleman Dénesné kezdeményezésére létrejött – makói Állami Zeneiskola egyik alapító tanára volt. Ettől kezdve a Bartók Béla Ének-Zenei Általános Iskola és Állami Zeneiskola országos hírű zongoratanára volt. 1968–1991 között az újonnan megalakult állami zeneiskolában folytatta zenetanári tevékenységét.
Tanítványa voltak: Halász Magda, Szirbik Emese, Tarnay György, Donáth Antal, Nagymiklósi József, Pánczélné Szirbik Márta, Kerek Attila, Felletár Béla, Máriai Franciska, Kelemen Ilona, Erdei Mária, Joó János, Tarnay Kornélia, Dr. Balásné Kószó Mária, Bergerné Máté Anikó, Kerek Ferenc, Vígh Katalin, Hajdú Márta, Erdei Judit, Janka Erzsébet, Szentpéteri Csilla, Orkonyi Enikő, Pánczél Tamás, Kiss Csaba, Pásztor Katalin, Vallus Emőke, Tóth Erika, Cseh Erika.

## Családja
Édesapja, Dr. Istók Barnabás orvos, később Csanád megye tiszti-főorvosa volt; édesanyja Török Ilona. A négy Istók-testvér közül a legidősebb, ifjabb Istók Barnabás párhuzamosan végezte el az orvosi egyetemet és a zeneakadémiát, ahol hegedű-művésztanári oklevelet szerzett, végül a gyógyítás mellett döntött, az Egyesült Államokban telepedett le, orvosprofesszorként élte le életét. Fiatalabb bátyja, Istók Zoltán mérnök; 30 éven keresztül Makó város főmérnöke volt. Húga, Istók Irén gyógyszerészként vezette patikájukat, ami jelenleg is áll a Bérpalota sarkán.

## Emlékezete
- 1993-ban létrehozták az Istók Margit Alapítványt
- 2015. május 21-én emléktáblát kapott a Bartók zeneiskolában